# Stories for Monday
| Recensione | Giudizio |
| ---------- | -------- |
| AllMusic   | [ 5 ]    |
| Rock Sound | 7/10     |

Stories for Monday è il quarto album in studio del gruppo musicale pop rock The Summer Set, pubblicato il 1º aprile 2016.

## Tracce
1. Figure Me Out – 3:17
2. The Night Is Young – 3:45
3. Missin' You – 3:34
4. Jean Jacket – 4:30
5. All My Friends – 4:14
6. Change Your Mind – 3:55
7. All Downhill from Here – 4:40
8. All In – 2:46
9. Wonder Years – 3:21
10. When the Party Ends (Can't Hardly Wait) – 3:57
11. Wasted – 3:50

Durata totale: 41:49

## Formazione
- Brian Dales – voce
- John Gomez – chitarra solista
- Stephen Gomez – basso
- Josh Montgomery – chitarra
- Jessica Bowen – batteria